# Casandrea
Casandrea (griego antiguo Κασσάνδρα, Kassandria) fue una antigua ciudad macedonia, situada en un istmo que conectaba la península de Palene con el continente, donde antes estaba la ciudad doria de Potidea, que fue una colonia de Corinto. El territorio comprendía las áreas de Olinto y Meciberna al noreste, Botiea al noroeste y el pequeño istmo de Palene al este. 
Casandro, el hijo de Antípatro, la fundó en el año 316/5 a. C. en el mismo lugar donde estaba la ciudad de Potidea. La pobló con extranjeros y griegos de los alrededores (especialmente de Olinto). Pronto se convirtió en la ciudad macedonia más importante. 
Arsínoe, la viuda de Lisímaco de Tracia, se retiró a Casandrea con sus dos hijos cuando su marido murió. Ptolomeo Cerauno, hermanastro de Lisímaco, se apoderó de la ciudad por traición. Recibió la libertad y se organizó como una república bajo soberanía de Macedonia. 
En el 279 a. C. cayó en manos del tirano Apolodoro. Filipo V de Macedonia la convirtió en su base principal y lugar de construcción de naves. Su hijo, Perseo de Macedonia entró en guerra contra los romanos y en el 169 a. C. estos y Eumenes de Pérgamo asediaron por mar a Casandrea, y fueron rechazados. Pasó a Roma con el resto de Macedonia en el 168 a. C.
Al final de la República romana, fue establecida una colonia hacia el 43 a. C. por orden de Bruto, por el procónsul Q. Hortensius Hortatus. El nombre oficial de la colonia era Colonia Iulia Augusta Cassandrensis. La colonia disfrutó del ius Italicum. Es mencionada por Plinio el Viejo, IV, 36 y en inscripciones.
Existió durante todo el Imperio romano hasta que en el siglo V fue destruida hasta los cimientos por los hunos, y fue abandonada hasta el olvido.
El emplazamiento se halla en la localidad contemporánea de Nea Potidaia (Nueva Potidea), en el territorio del municipio de Nea Propontida, desde 2011 con la ejecución del Plan Calícrates.  